# クリスティ・ノーム
クリスティ・リン・アーノルド・ノーム（Kristi Lynn Arnold Noem, 旧姓はアーノルド(Arnold), 1971年11月30日 - ）は、アメリカ合衆国の政治家。所属政党は共和党、宗教はプロテスタントである。
2019年から2025年までサウスダコタ州知事を務めた他に2011年から2019年まで共和党選出の下院議員、2007年から2011年までサウスダコタ州下院議員を務めた。2018年にサウスダコタ州初の女性知事として選出された。
新型コロナウイルス流行の時にマスク着用義務を求めず、独自の感染対策を提唱した。かつて実家の農場で飼っていた猟犬とヤギを射殺したことを自身の著書で明かし、メディアで波紋が広がった。

## 来歴

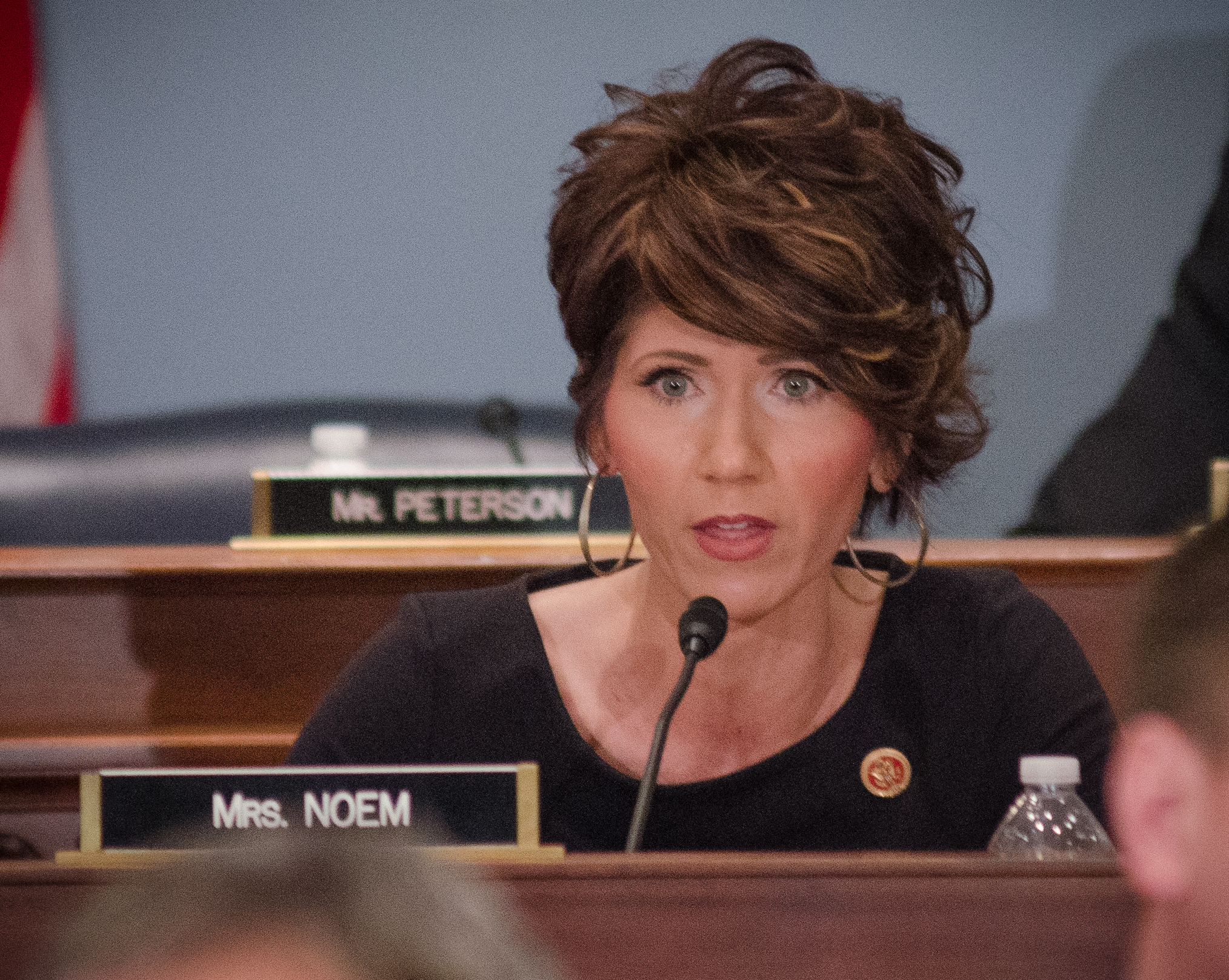
2013年のノーム

### 生い立ちから政界進出まで
1971年11月30日にサウスダコタ州ウォータータウンでロン・アーノルドとコリン・アーノルドの長女として誕生。祖先はノルウェー系アメリカ人である。ハムリン郡にある農場で生まれ育ち、ハムリン高校を卒業。ノームが23歳の時に父のロンは農業機具に体を挟まれ、亡くなった。
1990年から1994年までノーザン州立大学で学んでいたものの、父が亡くなったのを機に農場経営を手伝うために中退。娘を1994年に出産。農場とレストランを経営し続けた。サウスダコタ大学でオンライン授業を受けた。2012年にサウスダコタ州立大学で政治学の学士を取得。下院議員在職中に大学の学士を取得したことから最強のインターンと呼ばれた。

### 政界進出後
2006年、ノームはサウスダコタ州下院で共和党員推薦として、故郷のハムリン郡を含む第6選挙区候補として出馬。39%の得票率で勝利。2008年も下院議員として再選。在職中、ノームは固定資産税や銃の権利に関する法案を提出した。
2010年、ノームは共和党推薦のサウスダコタ州選挙区代表として立候補。対戦相手のステファニー・サンドリンとの一騎打ちとなったが、最終的にノームが当選。2011年、ノームは共和党内の下院議員でナンバー2の地位に就いた。政治行動委員会「KRISTI PAC」の設立を発表。中絶を禁じる法案を提出。アメリカ合衆国憲法修正第14条を改正する法案を共和党内で提案し、人間の生命は受精から始まると定義し、妊娠20週以降の中絶を禁じる法案に賛成票を投じた。気候変動に関する科学的コンセンサスを否定していて、ノームは「科学は進化しても、私達が行っている政策は功を奏していない」と述べている。
米国の輸入石油への依存を終わらせるとして、風力やエタノールを使用したエネルギー政策が必要と唱えた。キーストーン・パイプラインへの支援を強く訴えている。
2013年から2015年までノームは下院軍事委員会に配属され、2014年の国防認可法の法案可決に動いた。委員会に配属された理由はノームの選挙区であるサウスダコタ州のエルスワース空軍基地の機能強化のためとされた。
ノームはバラク・オバマ大統領主導のオバマケアへの廃棄を目論み、法案可決の際に反対票を投じたが、失敗。
2017年に発効したドナルド・トランプ大統領の大統領令13769号を支持し、米国の難民政策を120日間停止し、イスラム教徒が多数を占める7カ国の国民による米国への入国を90日間禁じさせた。

### サウスダコタ州知事として
2016年11月14日、ノームは議員としての再選ではなく、2018年サウスダコタ州知事選挙への出馬表明を行った。サウスダコタ州司法長官のマーティ・ジャックリーを56対44%で破り、サウスダコタ州知事に当選。2019年に州知事就任。ノームが就任後に早急に取り組んだのは中絶への政策だった。中絶を制限するいくつかの法案に署名し、「サウスダコタ州の中絶提供者を取り締まる。母体の体は強力で胎児に音、考える能力を植え付け、胎児達を尊重しなければならない。」と述べた。サウスダコタ州の隠し拳銃を取締を認可する法案に署名。
2020年に新型コロナウイルスが流行し、サウスダコタ州で感染状況が劣悪であるにも関わらず、旅行を奨励。2020年12月時点でノームは州全体の外出禁止令やフェイスマスクの義務を命じていない数少ない知事の一人であった。ノームは同性婚反対主義者であり、2021年3月29日、サウスダコタ州下院で通過した同性婚に関する法案の拒否権を行使した。しかし、拒否権を覆され、同性婚に関する法案は下院の優越で可決された。2022年11月、ノームは権威主義を堅持する中国を米国の敵と批判。ノームは「中国共産党はTikTokで収集した情報を使用してアメリカ国民を操作し、データを盗んでいる」と述べた。
2020年、ノームはサウスダコタ州で医療用を含む全ての大麻使用に反対。「私はマリファナを吸って賢くなった人に会ったことがない。それは私たちの子供達に悪影響を与える。それで環境が良くなる訳がない」と述べた。ノームは法案を否決させようとしたが、医療用については2021年7月1日に合法化された。
2024年3月、ノームは中国、キューバ、イラン、北朝鮮、ロシア、ベネズエラの6カ国に所在する全ての企業に対し、サウスダコタ州の土地の購入を禁じる法案に署名。
2024年アメリカ合衆国大統領共和党予備選挙中、ランニングメイト（副大統領候補）となる可能性をメディアは示唆した。前述のように、自身の農場で飼っていた飼っていた猟犬とヤギを射殺したことを著書で暴露したことから、ランニングメイトに指名する可能性は低いと報じている。6月5日、NBCニュースは、ノームがトランプのランニングメイト候補から外れたと示唆した。

### 国土安全保障長官として
2024年11月12日、ドナルド・トランプ大統領はノームを第2次ドナルド・トランプ内閣の国土安全保障長官に選出。2025年1月25日のアメリカ合衆国上院本会議でノームの就任を承認。

## 私生活
1992年にバイロン・ノームと結婚。2018年時点で国際フォースクエア伝道教会に通っていることを報じられた。サウスダコタ州キャッスルウッド郊外の農場に移住。

### ノー・ゴーイング・バック（原題: No Going Back）
2024年4月、ノームの2冊目の自伝『ノー・ゴーイング・バック（原題: No Going Back）』は、発売前から一部の内容について、多くの批判と非難を受けることとなった。「Bad Day to Be a Goat（ヤギになるには最悪の日）」と題された章で、ノームは家族が所有する狩猟小屋で常連客をもてなし、客は出発前に「狩猟の最後の朝」を迎えていたと語っている。ノームは行ったキジ猟に、彼女の家族が飼っている生後14ヶ月のメスのジャーマン・ワイアーヘアード・ポインター、「クリケット」を連れてきた。ノームによれば、クリケットはグループから離れ、猟師の射程圏外にいた多くの鳥を追い払って狩りを「台無し」にした。帰り道のためにノエムは犬小屋からクリケットを出し、代わりにクリケットをトラックの後ろで自由にさせることにした。ノームは文中で「飛び出すほど愚かなら、それはそれでいいわ…気にしない」と記している。その後、ノームが地元のある家族を訪ねたとき、クリケットはトラックから飛び降り、その家族の飼っているニワトリを数羽殺してしまった。その後、ノームはクリケットをトラックに「引きずり込み、中に放り込んだ」とのことである。ノームは「あの犬が大嫌い」で、クリケットについて「危険でしつけができず、価値がない犬だ」と結論づけたと書いている。その後、砂利場で犬を射殺し、家族が飼っていた雄ヤギも殺すことにした。雄ヤギは「むかつく、麝香くさい、腐った、意地汚い」とノームは感じ、そしてノームの子供たちを「追いかけるのが大好き」だったという。彼女はヤギを砂利穴まで 「引きずって」行き、2発の弾丸でヤギを殺した。『ガーディアン』紙は、この犬がニワトリを殺したことは、サウスダコタの法律では第2級軽犯罪にあたると指摘した。
ノームは最初、「農場ではこういった厳しい決断がよくある」と答え、その後、この出来事は20年前のことであり、「フェイクニュースが…話を最悪に歪めた」とコメントしている。クリケットは「作業犬」で、「あまりにもこの犬が攻撃的だと感じた家族から、私たちのところに譲られた犬だった」と述べ、「責任ある飼い主は自分が必要だと思うことをするものだ」と付け加えた。この話は超党派によるノームへの批判を招き、トランプ政権の副大統領候補として選ばれる可能性についての疑念・懸念が一層強まった。5月4日にコロラド州で予定されていたノームのための政治資金パーティーは、開催団体とイベントを主催するホテルが殺害予告を受けたため、キャンセルされた。
その後、ノームは回顧録の中で、2025年にバイデンから大統領の座を引き継ぐ自分を想像し、その最初の行動として「ジョー・バイデンの犬が敷地内にいないことを確認すること（文中では「コマンダー、クレイケットによろしく言っておいて」）」と書いており、これはコマンダーが殺されることを示唆しているように思われた。数ヶ月前、コマンダーは、シークレットサービスのエージェントやその他の人々を12回以上噛んだ後、ホワイトハウスから移動させられました。インタビューでノームは、「バイデンが責任を持つべきだ」と述べ、コマンダーに関して「どうするか決断すべきだ」と呼びかけていた。
ノームはまた、北朝鮮の独裁者、金正恩と面会したと虚偽の内容を記載していた。ノームの広報担当者は、この主張は誤りであり、今後出版される本からは削除すると述べた。別の件では、ノームは本の中で、自分がかつて「フランスのエマニュエル・マクロン大統領と会う予定だった」と書いていたが、マクロンが「非常に親ハマース寄りで反イスラエル的な発言を記者にしたため」その会談を取りやめたと述べている。一方、フランス政府はノームを招待したことはなく、予定された会議の記録もないと反応した。
『ワシントン・ポスト』紙の文芸批評家ロン・チャールズは、「『クリケット 最後の戦い』の描写は、このひどく退屈な本の中で、ノームが舞台設定、キャラクター、筋書き、感情的な誠実さを示す唯一の場面である。それ以外はほとんど、使い古された陳腐で保守的な格言の寄せ集めだ」と書いている。

## 著書
- Noem, Kristi (2022). Not My First Rodeo. New York: Twelve. ISBN 978-1538707050
- Noem, Kristi (2024). No Going Back. Nashville: Center Street. ISBN 978-1546008163